# Víctor Martínez Ruiz
Víctor Manuel Alejandro Martínez Ruiz (Guatemala, 19 de enero de 1982) es un economista y político guatemalteco que se desempeñó como Ministro de Finanzas Públicas desde septiembre de 2018 hasta enero de 2020. Actualmente es Concejal primero de la ciudad de Guatemala, desde abril de 2018, aunque lo comenzó a desempeñar hasta diciembre de 2019 por un permiso otorgado para ser ministro de gobierno.

## Primeros años
Estudió Administración de Empresas con mención en Finanzas en la Facultad de Ciencias Económicas de la Universidad Francisco Marroquín (UFM) es graduado Cum laude .
En 2003 inició su labor como gerente financiero de varias empresas privadas inmobiliarias, de repuestos y agroindustriales.

## Carrera
En 2002 dirigió la parte ejecutiva de la Fundación para el Desarrollo Integral (FUDI). Se ha desempeñado como profesor de filosofía política y administración general en algunas universidades del país.
Víctor Martínez comenzó a trabajar en la Municipalidad de Guatemala como Consultor Financiero en el año 2006, en las elecciones de 2011 fue elegido para el cargo de concejal segundo para el período 2012-2016 y ganó otro período del 2016 al 2020 sin embargo, solicitó permiso al tomar posesión el 15 de enero para ejercer como viceministro de finanzas del Organismo Ejecutivo. Fue titular de las direcciones de fideicomisos de urbanismo, director de las juntas directivas de la Empresa Municipal de Transporte, Empresa Municipal de Agua y la Empresa Reguladora de Transporte y Tránsito.

### Gobierno de Jimmy Morales
En enero de 2016 se integró al gabinete de Jimmy Morales como Viceministro de Administración Financiera para lo cual tuvo que solicitar permiso en la Municipalidad de Guatemala para ausentarse de su cargo.
Tras la renuncia de Julio Héctor Estrada, Martínez fue designado como Ministro de Finanzas Públicas de Guatemala el 13 de septiembre de 2018. Al tomar juramento aseguró que trabajará para que el Congreso guatemalteco aprobara el presupuesto del Estado para el 2019, además de conformar la Dirección General de Adquisiciones y elaborar un registro de proveedores del Estado.
Durante su gestión, el problema se dio por la compra de 2 aviones Pampa III al  gobierno argentino para la Fuerza Aérea de Guatemala, incluso el presidente Morales había ido a Argentina a reunirse con el presidente Macri. Esto derivó de un problema político en Guatemala, porque la compra se pretendía hacer a través de un acuerdo firmado entre los dos países años antes, pero los opositores al gobierno aseguraron que eso era ilegal. Martínez Ruiz, en una citación a Congreso, señaló que Guatemala no contaba con los recursos económicos necesarios para esa adquisición, sin embargo, el presidente Morales y el ministro Ralda insistían en realizar la compra. Finalmente la compra no se concretó por recomendaciones de la Contraloría General de Cuentas.

## Problemas legales
El 14 de junio de 2019 la Fiscalía Contra la Impunidad (FECI) presentó una denuncia contra el concejo municipal, a solo dos días de las elecciones. La acusación se debió a que supuestamente desde su cargo en el concejo municipal intentaron hacer campaña a favor del partido Unionista, el cual era oficialista en dicha municipalidad. Tras dejar su cargo de ministro, compareció el 16 de enero de 2020, en el juzgado a cargo del caso.